# Vlag van Leiderdorp

Vlag van de gemeente Leiderdorp

De vlag van Leiderdorp is op 31 oktober 1966 vastgesteld als de gemeentevlag van de Zuid-Hollandse gemeente Leiderdorp. De vlag kan als volgt worden beschreven:
Wit met twee rode afgewende gekruiste sleutels met een hoogte van 9/10 van de vlaghoogte; over het geheel op de helft van de vlaghoogte een viermaal gegolfde baan met een hoogte van 1/6 van de vlaghoogte.
De vlag bestaat uit een witte achtergrond met twee rode gekruiste sleutels en een smal golvend blauw baan door het midden. De vlag is identiek aan het gemeentewapen. De gemeenteraad was geen voorstander van een vierkante vlag zoals in het oorspronkelijke ontwerp en heeft gekozen voor een vlag met een lengte-hoogteverhouding van 3:2.
Tien jaar eerder lag er een voorstel voor een vlag met drie even lange banen van rood, wit en blauw. Dit voorstel is afgewezen vanwege de gelijkenis met de Nederlandse en Franse vlag.

## Verwante afbeeldingen

Wapen van Leiderdorp

Alblasserdam
· Albrandswaard
· Alphen aan den Rijn
· Barendrecht
· Bodegraven-Reeuwijk
· Capelle aan den IJssel
· Delft
· Den Haag
· Dordrecht
· Goeree-Overflakkee
· Gorinchem
· Gouda
· Hardinxveld-Giessendam
· Hendrik-Ido-Ambacht
· Hillegom
· Hoeksche Waard
· Kaag en Braassem
· Katwijk
· Krimpen aan den IJssel
· Krimpenerwaard
· Lansingerland
· Leiden
· Leiderdorp
· Leidschendam-Voorburg
· Lisse
· Maassluis
· Midden-Delfland
· Molenlanden
· Nieuwkoop
· Nissewaard
· Noordwijk
· Oegstgeest
· Papendrecht
· Pijnacker-Nootdorp
· Ridderkerk
· Rijswijk
· Rotterdam
· Schiedam
· Sliedrecht
· Teylingen
· Vlaardingen
· Voorne aan Zee
· Voorschoten
· Waddinxveen
· Wassenaar
· Westland
· Zoetermeer
· Zoeterwoude
· Zuidplas
· Zwijndrecht